# Unió Internacional de Guies i Scouts d'Europa
La Unió Internacional de Guies i Scouts d'Europa (UIGSE) (també coneguda com a Federació d'Escoltisme Europeu, FSE) és una organització scout de tall tradicional i confessional catòlica amb vint associacions membres presents en 22 països principalment d'Europa i el Canadà, agrupant uns 67.000 membres. La seu central de l'organització està situada a França i va ser fundada en 1956 per scouters (dirigents scouts) de profundes conviccions cristianes d'Alemanya i França, amb el propòsit de reconciliar els pobles d'Europa després de la tragèdia de la Segona Guerra Mundial. D'aquí el nom.
Poden pertànyer a l'organització joves de tots dos sexes però la seva pedagogia no contempla la coeducació des d'un punt de vista de cohabitació, per la qual cosa les seves seccions estan separades per sexes. Les associacions membre són confessionals, igual que els seus grups, i la majoria pertanyen a l'Església catòlica.
La Confederació Europea d'Escoltisme (CES) agrupa una escissió d'algunes associacions que a l'origen van pertànyer a UIGSE (al marge d'altres associacions minoritàries), que van abandonar les seves files per controvèrsies en relació amb elements de caràcter religiós o coeducatius. Entre aquestes associacions es troben les seccions de Gran Bretanya, Països Baixos i FSE Alsàcia (França).

## Orígens de la FSE
Després de la Segona Guerra Mundial, les propostes dels fundadors de l'escoltisme catòlic són represes per nous iniciadors.
- 1956: l'1 de novembre, al voltant de cinquanta caps alemanys i francesos es reuneixen en Colònia (Alemanya). Alguns són catòlics, altres protestants i altres ortodoxos. Després de tres dies de treball es redacta un text que el seu primer enunciat és "Es funda sota el nom de "Federació d'Escoltisme Europeu", una associació scout internacional composta per associacions nacionals la fi de les quals és la pràctica l'escoltisme de Baden Powell, en el marc de la idea europea i les bases cristianes que postulen el desig d'una Europa unida". La Federació adopta com a emblema oficial per a totes les associacions una creu de Malta de vuit puntes carregada amb una flor de lis daurada. No va ser una elecció a l'atzar perquè va ser triada en el dia de Tots els Sants, dia en què l'Església proclama solemnement a tota la terra les vuit benaurances, simbolitzades precisament per a la FSE per les vuit puntes del seu emblema.
- 1957: es redacta un segon text, "El Directori Religiós", l'article del qual 1 diu: "L'organisme fundat sota el nom de Federació d'Escoltisme Europeu reconeix el ple valor de la fe cristiana i situa el conjunt de les seves accions i decisions seguint les regles d'aquesta fe". En un altre apartat: "El primer deure dels caps és el d'afavorir la vida espiritual d'aquells que dirigeixen, vetllant perquè assisteixin als oficis religiosos segons les regles de cada confessió". "Que hi hagi sempre un testimoniatge, un gran respecte i una gran confiança amb els ministres del culte. Que se'ls doni tota facilitat per al compliment del seu ministeri en els campaments i en les unitats. Que nois i noies siguin animats a recórrer a ells en les seves dificultats espirituals i morals". Aquestes línies van ser escrites molt abans del Concili Vaticà II per joves caps, que trenta anys abans de l'exhortació apostòlica de Joan Pau II, "Christifideles Laici" (del 30 de novembre de 1988), havien pres ja consciència del lloc i del paper dels laics a l'Església.
- 1962: Perig Géraud-Keraod i la seva esposa Lizig s'adhereixen a l'Associació francesa de la FSE. En pocs anys saben imprimir al moviment un esperit específic i un dinamisme esplèndid, en definitiva una ànima. Es converteixen en responsables de la FSE. Quan el matrimoni es retira de les seves funcions la FSE compta amb 50.000 membres. Aquestes consideracions permeten afirmar que són ells els veritables fundadors de la FSE.
- 1963: es revisa el directori religiós i s'integra una gran part de la Carta de l'Escoltisme Catòlic, promulgada per la Santa Seu el 13 de juny de 1962.
- 1965: se signa la "Carta dels principis naturals i cristians de l'escoltisme europeu"
- 1975: la FSE realitza una peregrinació a Roma per l'any Sant. El Sant Pare, Pau VI, expressa públicament la seva satisfacció i el seu suport a l'obra i acció de la FSE.
- 1975: neix l'associació canadenca.
- 1976: es refongui l'associació catòlica alemanya. Es funden les associacions italiana i luxemburguesa. Es redacten uns nous estatuts federals establint el caràcter catòlic de la federació, qui continua sent oberta ecumènicament a les altres confessions cristianes segons les condicions fixades pel directori religiós.
- 1978: es funden l'associació espanyola i portuguesa.
- 1990: després de la caiguda del mur i els règims comunistes, neixen les associacions de l'Europa de l'Est. És el cas de l'associació hongaresa.
- 1991: neix l'associació romanesa.
- 1992: neix l'associació lituana.
- 1994: en ocasió de la trobada internacional denominada Eurojam, organitzat per la FSE en Viterbo, Itàlia, la seva santedat Joan Pau II rep en audiència en la basílica de Sant Pere, a 7.500 scouts i guies vinguts de tot Europa i el Canadà, i els dirigeix un important discurs que representa un punt fonamental en la vida de la Federació i del qual emanen les línies d'acció per a tota la FSE.
- 1995: l'associació scout catòlica polonesa anomenada Zawisza, fundada clandestinament en 1982, s'adhereix a la FSE.

Les organitzacions vinculades a UIGSE són observadores, aspirants, membres o associades es poden veure les diferents organitzacions a continuació:
| País                     | Associació | Fundació  | Estat      |
| ------------------------ | --- | --------- | ---------- |
| Albania                  | Guidat dhe Skautët e Evropës |           | observador |
| Alemanya                 | Evangelische Pfadfinderschaft Europas (EPE, Protestant)                                                                                      | 1977      | associada  |
| Alemanya                 | Katholische Pfadfinderschaft Europas (KPE, Catòlica)                                                                                         | 1976      | membre     |
| Àustria                  | Katholische Pfadfinderschaft Europas - Österreich (KPE-Ö)                                                                                    | 1981      | membre     |
| Bèlgica                  | Guides et Scouts d′Europe - Belgique (GSE-B) / Europascouts en Gidsen - België (ESG-B)                                                       | 1963      | membre     |
| Belarús                  | Katalickija Skautki i Skauty FSE |           | membre     |
| Brasil                   | Guias e Escoteiros Católicos do Brasil (AGEBR)                                                                                               | 2013      | observador |
| Canadà                   | Association Evangelique du Scoutisme au Quebec (Protestant)                                                                                  |           | associada  |
| Canadà/EUA               | Federation of North-American Explorers (Catòlica)                                                                                            | 1999      | aspirant   |
| Espanya                  | Asociación de Guías y Scouts de Europa (AGSE)                                                                                                | 1978      | membre     |
| França                   | Association des Guides et Scouts d′Europe (AGSE)                                                                                             | 1958      | membre     |
| Regne Unit               | Guides and Scouts of Europe | 2015      | observador |
| Hungria                  | Európai Útmutatók és Cserkészek |           | observador |
| Irlanda                  | Guides and Scouts of Europe – Ireland |           | aspirant   |
| Itàlia                   | Associazione Italiana Guide e Scouts d'Europa Cattolici della FSE (AIGSEC-FSE)                                                               | 1976      | membre     |
| Lituània                 | Lietuvos Nacionalinė Europos Skautų Asociacija (LNESA)                                                                                       | 1992      | aspirant   |
| Luxemburg                | Europe Scouten vu Lëtzebuerg | 2016      | aspirant   |
| Mèxic                    | Movimiento Scout Católico Mexicano | 2011      | observador |
| Regne dels Països Baixos | Europascouts en Gidsen Nederland |           | aspirant   |
| Polònia                  | Stowarzyszenie Harcerstwa Katolickiego - "Zawisza" FSE (SHK Zawisza FSE)                                                                     | 1982/1990 | membre     |
| Portugal                 | Associação das Guias e Escuteiros da Europa - Portugal (AGEEP)                                                                               | 1979      | membre     |
| Txèquia                  | Asociace skautek a skautů Evropy (ASSE) |           | aspirant   |
| Eslovàquia               | Združenie Katolíckych Vodkýň a Skautov Európy na Slovensku (ZKVSES)                                                                          | 2003      | membre     |
| Rumania                  | Cercetaşii Creştini Români din Federaţia Scoutismu-lui European (ACCR-FSE) (Catòlica i Ortodoxa)                                             | 1991      | membre     |
| Rússia                   | ORYuR/Организации Российских Юных Разведчиков - Druzhina Skautov Sankt-Peterburga                                                            | 2012      | associada  |
| SuÏssa                   | Schweizerische Pfadfinderschaft Europas (SPE, alemanya) Scoutisme Européen Suisse (SES, francesa) Scautismo Europeo Svizzero (SES, italiana) | 1977      | membre     |
| Ucraïna                  | Katolickije Skautsvo Evropi |           | membre     |

La federació actualment exigeix un mínim de 200 membres per a ser membres de ple dret de la UIGSE.
A més d'aquestes organitzacions, la UIGSE-FSE manté bones relacions amb altres organitzacions scouts o petites realitats scouts en diferents països, de manera informal.

## La UIGSE-FSE a Espanya i Catalunya
La Unió Internacional de Guies i Scouts d'Europa també està present a Espanya i a Catalunya. Actualment, hi ha deu agrupaments o districtes en actiu arreu del territori espanyol: el Districte de Toledo, els grups Santiago Apostol i María Inmaculada de València, els grups Justo y Pastor i Virgen del Val d'Alcalà d'Henares, els grups San Juan Pablo II i Nostra Senyora de Fàtima de Madrid, els grups Beat Pere Tarrés i Santa Maria del Remei de Barcelona, el grup Sant Joan Bosco de Sant Feliu de Llobregat i el Grup Mare de Déu de Montserrat d'Igualada.